# Laufen BL
| BL ist das Kürzel für den Kanton Basel-Landschaft in der Schweiz. Es wird verwendet, um Verwechslungen mit anderen Einträgen des Namens Laufen zu vermeiden. |

Laufen (französisch Laufon [loːfɔ̃]) ist eine politische Gemeinde im Kanton Basel-Landschaft in der Schweiz. Laufen ist der Hauptort des gleichnamigen Bezirks.

## Geographie

Historisches Luftbild von Werner Friedli von 1950

Laufen liegt im Laufental an der Birs und an der Jurabahnlinie von Basel nach Delsberg. Seine höchste Erhebung ist der Mätteberg mit 672 m ü. M. und der tiefste Punkt das Birsufer bei der Neumatt mit 348 m ü. M. Die Fläche des Gemeindegebiets beträgt 1140 Hektaren, davon sind 26 % Landwirtschaftsfläche, 53 % Wald, 20 % Siedlungen und 1 % unproduktive Fläche.

## Geschichte

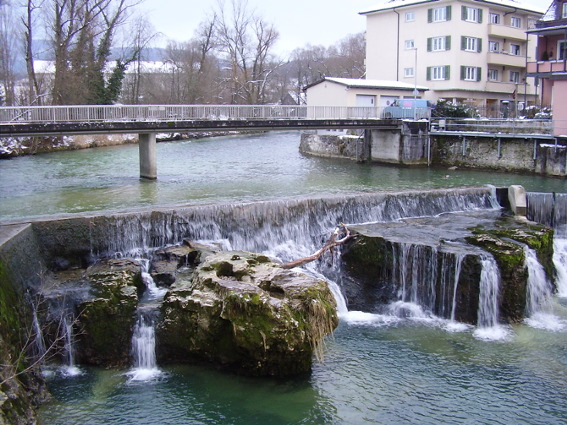
Wasserfall mit Fussgängerbrücke

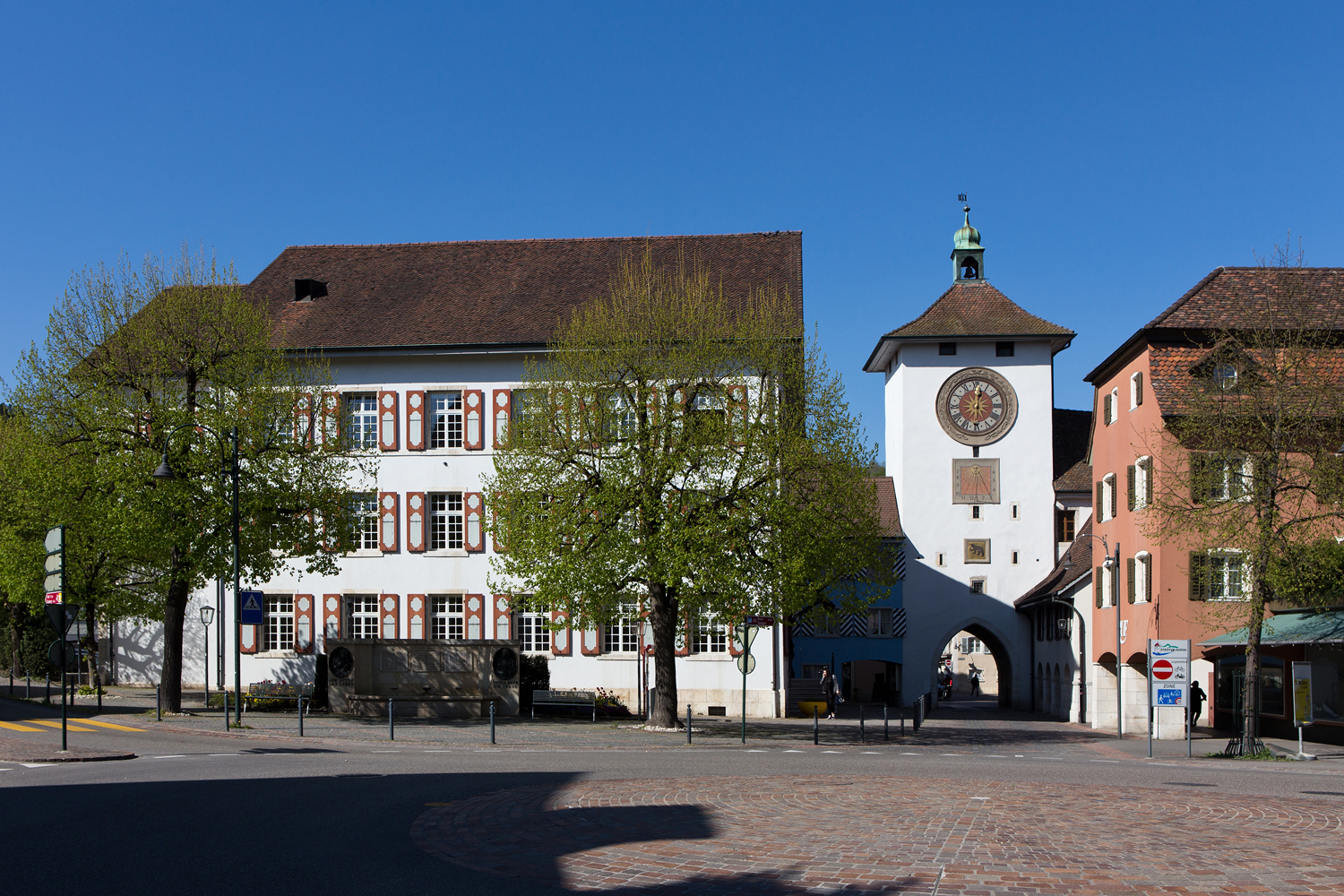
Stadthaus und Obertor mit Zeitturm

Von 58 v. Chr. bis 470 n. Chr. gehörte Laufen zum Römerreich, und nach dessen Zusammenbruch war es bis etwa 500 alemannisch. Darauf gehörte die Talschaft zum Frankenreich und von 853 bis 1033 zum Königreich Burgund. Der kinderlose König von Burgund, Rudolf III., schenkte 999 dem Basler Bischof grosse Teile des oberen Birstals (siehe auch Fürstbistum Basel).
1141 wird das Dorf als Loufen erstmals erwähnt. 1295 gründete Peter Reich von Reichenstein das Städtchen Laufen. 1637–1639 wurde Laufen in den Dreissigjährigen Krieg hineingezogen. Protestantische Schweden griffen den Bischof an, welcher zugleich Reichsfürst war, und verwüsteten das Tal. Zusammen mit anderen Untertanen rebellierten im 18. Jahrhundert einige Laufener gegen den Fürstbischof. Mit Hilfe der französischen Truppen besiegte man die «gnädigen Herrn» in Pruntrut. Während der Französischen Revolution war Laufen 1792 während 87 Tagen Teil eines eigenen jurassischen Staates, der «Raurachischen Republik». Diese wurde von 1793 bis 1813 Teil Frankreichs. Im französischen Département Mont-Terrible war Laufen Hauptstadt des Canton de Laufon.
1815 wurde am Wiener Kongress der grösste Teil des ehemaligen Fürstbistums Basel dem Kanton Bern und somit der Schweizerischen Eidgenossenschaft zugesprochen. Für das «glückliche Schicksal» sandten kurz darauf die elf Laufentaler Dorfvertreter ein Huldigungsschreiben an die Stadt und Republik Bern. Laufen wurde erst 1846 Bezirkshauptort. 1852 wurden die beiden Gemeinden Laufen Stadt und Laufen Vorstadt vereinigt. 1872 wurde das Feningerspital eröffnet, ein Krankenhaus.
Nach der Bildung des Kantons Jura aus den drei mehrheitlich katholischen Amtsbezirken Delémont, Porrentruy und Franches Montagnes sowie einigen Gemeinden des Amtsbezirks Moutier wurde das Laufental 1979 zur weit abgelegenen bernischen Exklave. Im Rahmen einer mehrjährigen Abstimmungskaskade entschied sich Laufen sowohl 1983 als auch 1989 gegen den Übertritt in den Kanton Basel-Landschaft, wurde aber beim zweiten Mal überstimmt. 1994 wurde der Beitritt zum Kanton Basel-Landschaft vollzogen.
Im Juni 1973 und im August 2007 überfluteten Hochwasser die Altstadt von Laufen schwer, so dass Schäden von mehreren Millionen Schweizer Franken entstanden. Als Folge des 2007er Hochwassers wurde der Flusslauf der Birs an mehreren Stellen renaturiert und verbreitert, um die Abflusskapazität zu erhöhen.

## Wappen
Blasonierung
Auf schwarzem Grund ein silberner Baselstab.
Das Wappen symbolisiert die enge Verbindung mit dem Bistum Basel.

## Bevölkerung
41,0 % der Bevölkerung sind römisch-katholisch, 10,5 % reformiert, 0,9 % christkatholisch. Der Ausländeranteil beträgt 29,6 % (Stand: 31. Dezember 2024).

## Politik
Gemeindepräsident ist Pascal Bolliger (FDP).
Bei den Schweizer Parlamentswahlen 2023 betrugen die Wähleranteile in Laufen: SVP 27,1 % (2019 23,2 %), Mitte 19,4 % (20,6 %), SP 19,2 % (20,7 %), FDP 14,8 % (14,5 %), Grüne 9,6 % (14,1 %), glp 6,0 % (4,8 %), EVP 2,0 % (–), EDU 0,2 % (–).

## Wirtschaft
In Laufen haben sich grosse international tätige Firmen niedergelassen: der Kräuterzucker-Hersteller Ricola AG (ursprünglich Richterich und Compagnie, Laufen – daher die Abkürzung Ricola), die Technologiefirma Stöcklin Logistics und die Laufen Bathrooms AG. Daneben hat mit der EGK-Gesundheitskasse auch ein grosser Krankenversicherer seit 1919 seinen Sitz in Laufen. Die Firmen profitieren von der stadtnahen Lage zu Basel im Dreiländereck CH-D-F.

## Verkehr
Laufen liegt an der Hauptstrasse 18 von La Chaux-de-Fonds nach Basel und an der Jurabahn von Biel nach Basel.
Der Bahnhof wird stündlich von je einem InterCity-Neigezug der Linie 51 aus beiden Richtungen angefahren und von der Linie S 3 der S-Bahn Basel im Halbstundentakt bedient. Jede zweite S-Bahn fährt weiter nach Delsberg und Pruntrut im Kanton Jura. In den Hauptverkehrszeiten gibt es Zusatzzüge zwischen Basel und Delsberg, und in den Wochenendnächten verkehren Nacht-S-Bahnen.
- 51 Basel SBB – Delémont – Biel/Bienne  TT FZ BZ FS RZ , im Sommer zusätzlich
- S 3 Porrentruy – Delémont – Laufen – Basel Dreispitz – Basel SBB – Liestal – Sissach – Olten     einzelne Verstärker in den HVZ zwischen Delémont (bzw. Laufen und Aesch) und Basel ohne Linienbezeichnung

In Zukunft soll der 51 im Halbstundentakt verkehren und nach Genf Flughafen verlängert werden, die Linie S 3 hingegen soll nicht mehr über Laufen hinaus verkehren.
Am Bahnhof Laufen befindet sich ein Postautoknoten mit sechs Buslinien in diverse Dörfer in der Region.
- 69 Flüh, Bahnhof – Mariastein – Metzerlen (– Challhöchi – Röschenz – Laufen, Bahnhof)
- 111 Laufen, Bahnhof – Breitenbach – Nunningen – Bretzwil – Seewen – Büren – Bahnhof Liestal
- 112 Laufen, Bahnhof – Röschenz – Kleinlützel (– Kiffis – Ederswiler – Roggenburg, Neumühle)
- 114 Laufen, Bahnhof – Wahlen BL – Bärschwil, Hölzlirank
- 118 Laufen, Bahnhof – Liesberg, Riederwald
- 119 Laufen, Bahnhof – Dittingen – Blauen – Zwingen – Nenzlingen, Dorfplatz

Eine Besonderheit ist die Buslinie 112, welche eine Haltestelle in Frankreich bedient (Kiffis, Les Forges) und in den Kanton Jura fährt (Ederswiler, Jurastrasse).
Laufen ist der letzte Bahn-Halt im Tarifverbund Nordwestschweiz, nur mit dem Bus kommt man im Tarifverbund noch weiter gegen Westen.
Autofreie Sonntage
Im Jahr 2022 wurden versuchsweise vier autofreie Sonntage in Teilen der Altstadt durchgeführt, der erste am 29. Mai, der letzte am 28. August 2022.

## Kultur

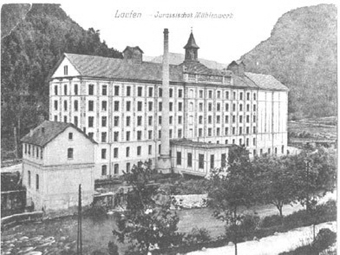
Das Birsmillgebäude im Jahr 1901.

Im alten Birsmillgebäude liegt der Rockclub Biomill. Ausstellungen, Konzerte, Kabarett, Filme und Lesungen bietet das Kulturforum Laufen im umfunktionierten Schlachthaus. In der Stedtlibibliothek Laufen stehen rund 15'000 Bücher, Filme und andere Medien zur Ausleihe bereit.
Bis in die frühen 1990er Jahre bestand an der Baselstrasse 20 ein Kino. Im Jahr 2005 wurde der Verein Open-Air-Kino-Laufen gegründet, der seither Ende August auf dem Parkplatz des alten Schlachthauses jeweils ein grosses Open-Air-Kino veranstaltet. Im Jahr 2007 bot das Freiluftkino 700 Personen Platz.

## Sehenswürdigkeiten
- Mittelalterliche Altstadt mit einer teilweise erhaltenen Stadtmauer und drei Toren: Obertor, Untertor und Wassertor
- Obertor, der sog. Zeitturm, mit grossem Zifferblatt und astronomischer Uhr
- Stadthaus (1672), zuerst barocker Adelssitz und dann Spital, beherbergt heute die Gemeindeverwaltung. Bei der Restaurierung 1976 wurde unter dem weissen Verputz ein Jagdfresko im Festsaal der Familie Roggenbach in Grisaillenmanier aus dem 17. Jahrhundert entdeckt.
- Die dominante römisch-katholische «Herz-Jesu»-Kirche im neugotischen Stil, 1914 fertiggestellt.
- Katharinenkirche (1698) mit Altären, geschnitzter Kanzel und spätgotischer Madonna sowie Rokokostatuen von 1755. Auf der Nordseite der Kirche sind die Überreste des Laufner Dolmengrabes zu sehen.
- Die nicht zugängliche Kapelle auf dem Friedhof ist eines der ältesten Gebäude Laufens.
- Am Mühlenweg steht die älteste noch erhaltene in der Schweiz liegende Manufaktur von Ziegelsteinen. Sie kann auf Anfrage besichtigt werden.
- Laufen soll mit fünf Immobilien die weltweit höchste Dichte an Gebäuden aufweisen, die vom bekannten Architekturbüro Herzog & de Meuron gestaltet wurden. Sie stehen alle im Besitz der Ricola.[13] Zu den moderneren Gebäuden gehören die Marketingzentrale (Baselstrasse 33, erbaut 1998) und das Lehmgebäude Wahlenstrasse 117 (2014).

## Persönlichkeiten
- Heinrich Has († um 1562), kaiserlicher Rat, Präsident der Regierung des Herzogtums Luxemburg
- Joseph Conrad Gabriel Feninger (1785–1869), Arzt, Chirurg, Politiker und Stifter des Feningerspitals in Laufen
- Johann Joseph Bohrer (1826–1902), römisch-katholischer Geistlicher in Basel
- Joseph Ferdinand Gerster (1829–1880), Offizier und Gastwirt
- Ludwig Rochus Schmidlin (1845–1917), römisch-katholischer Pfarrer in Biberist und Kirchenhistoriker
- Joseph Gerster-Roth (1860–1937), Fabrikant, Schriftsteller und Volkskundler
- Alban Gerster (1898–1986), Architekt und Archäologe
- Willy Müller (1903–1976), deutscher Politiker
- Rudolf Schmidlin (1930–2014), Politiker, Bauingenieur und Raumplaner
- Hans Tschumi (1908–2001), Tierarzt und Politiker
- Agat Schaltenbrand (1926–2018), Malerin und Zeichnerin

## Städte- und Ortspartnerschaften
- Laufen (Deutschland), Ortspartnerschaft mit Laufen

## Bilder

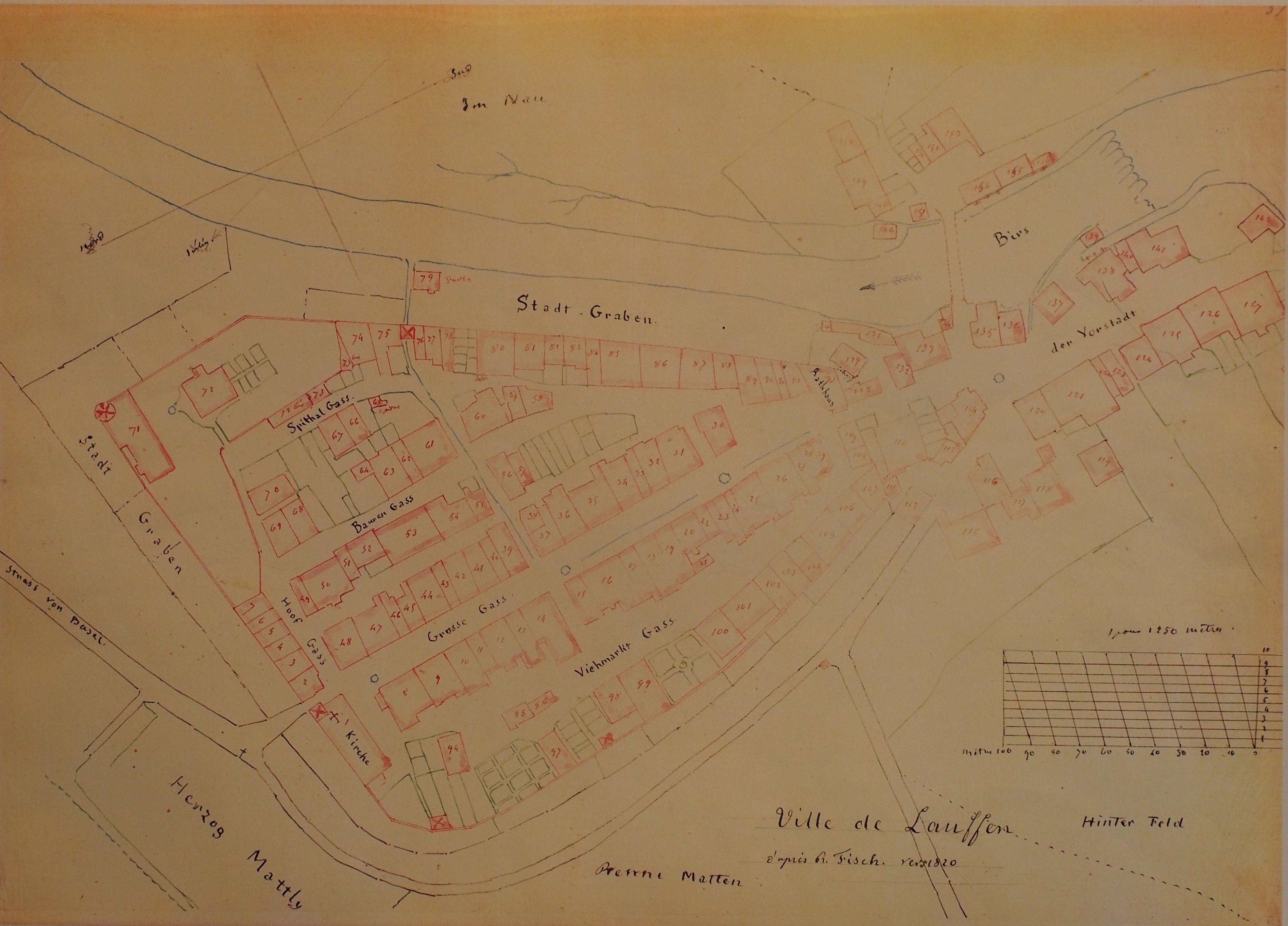
Stadtplan von Laufen, ca. 1820
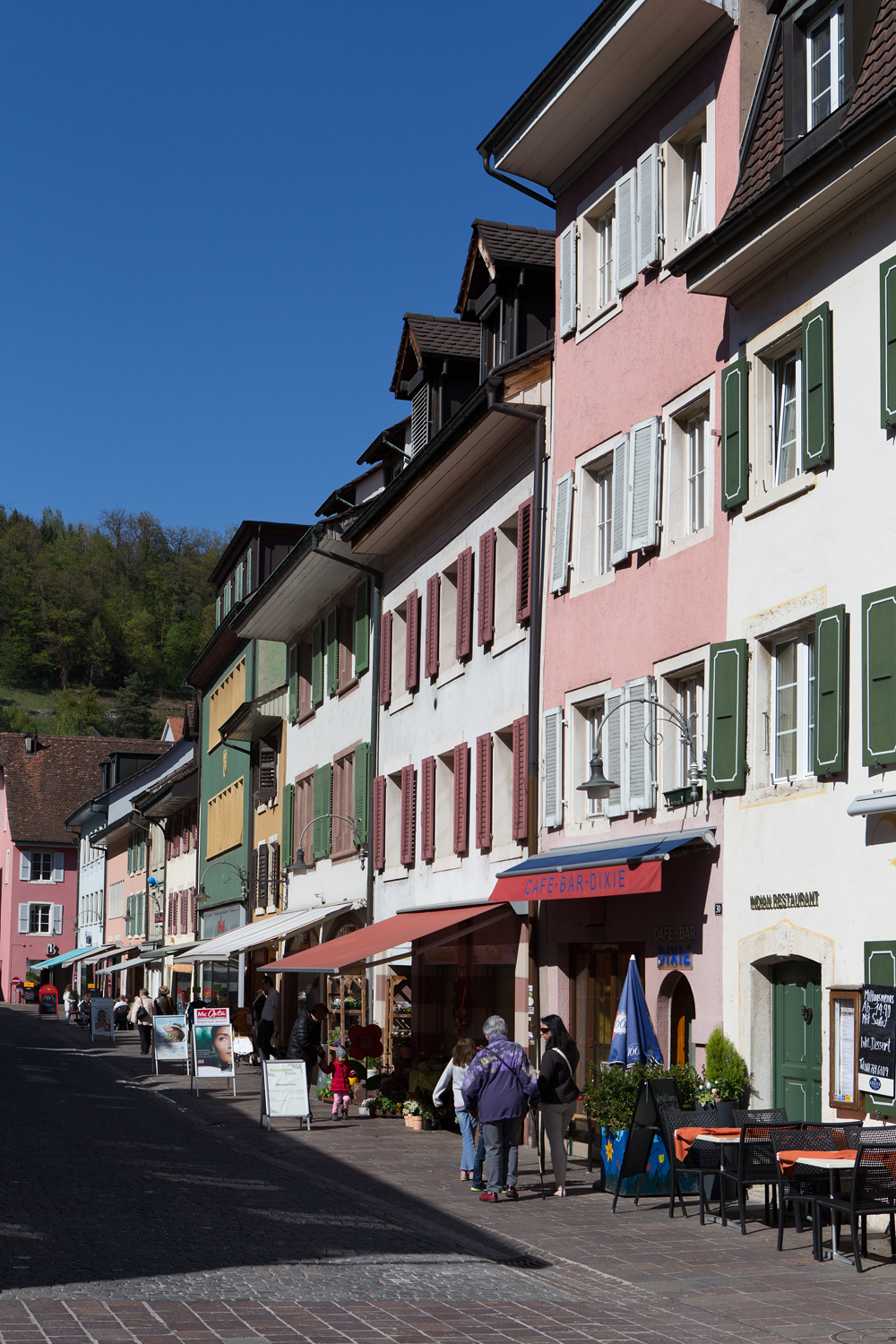
Hauptstrasse im Stedtli
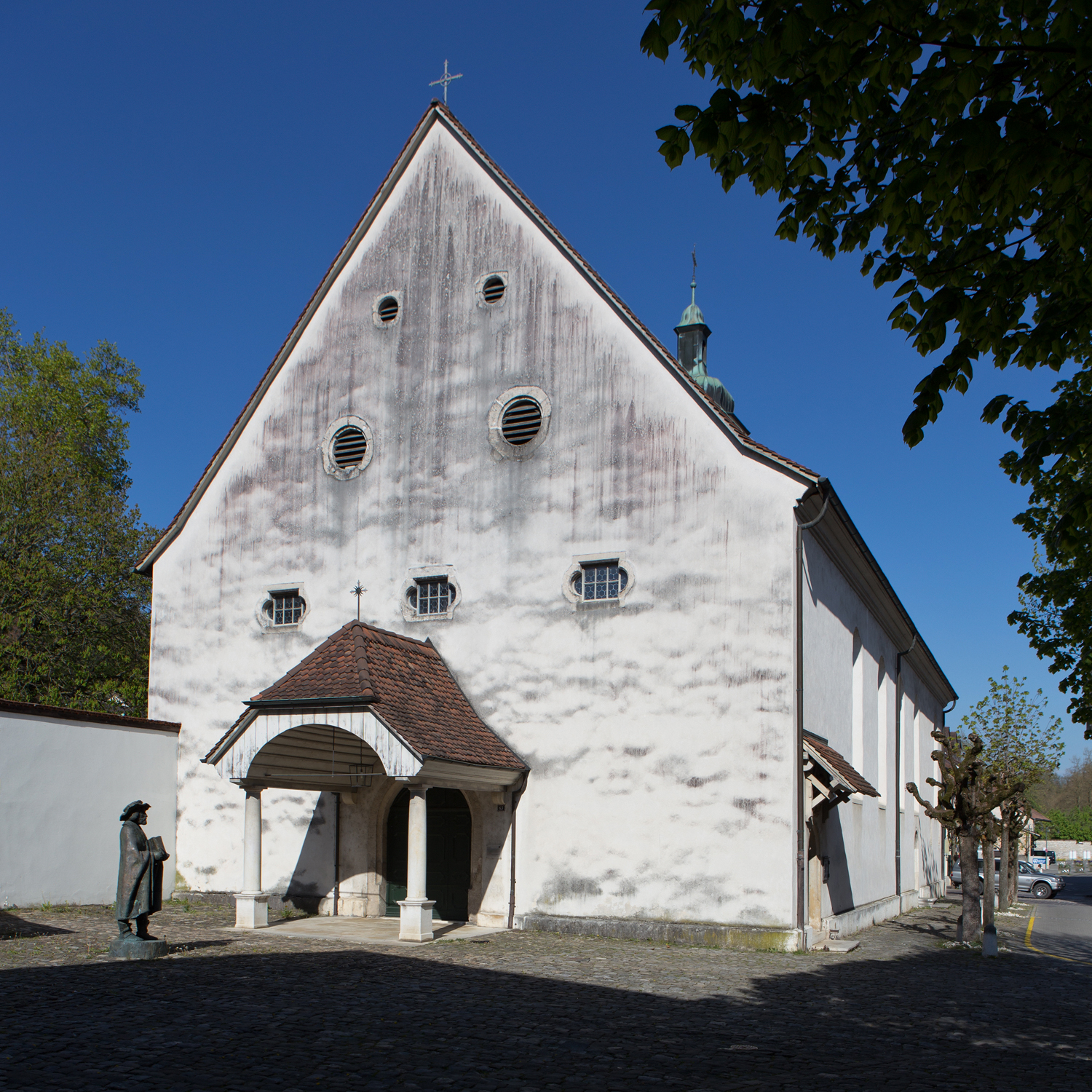
Katharinenkirche
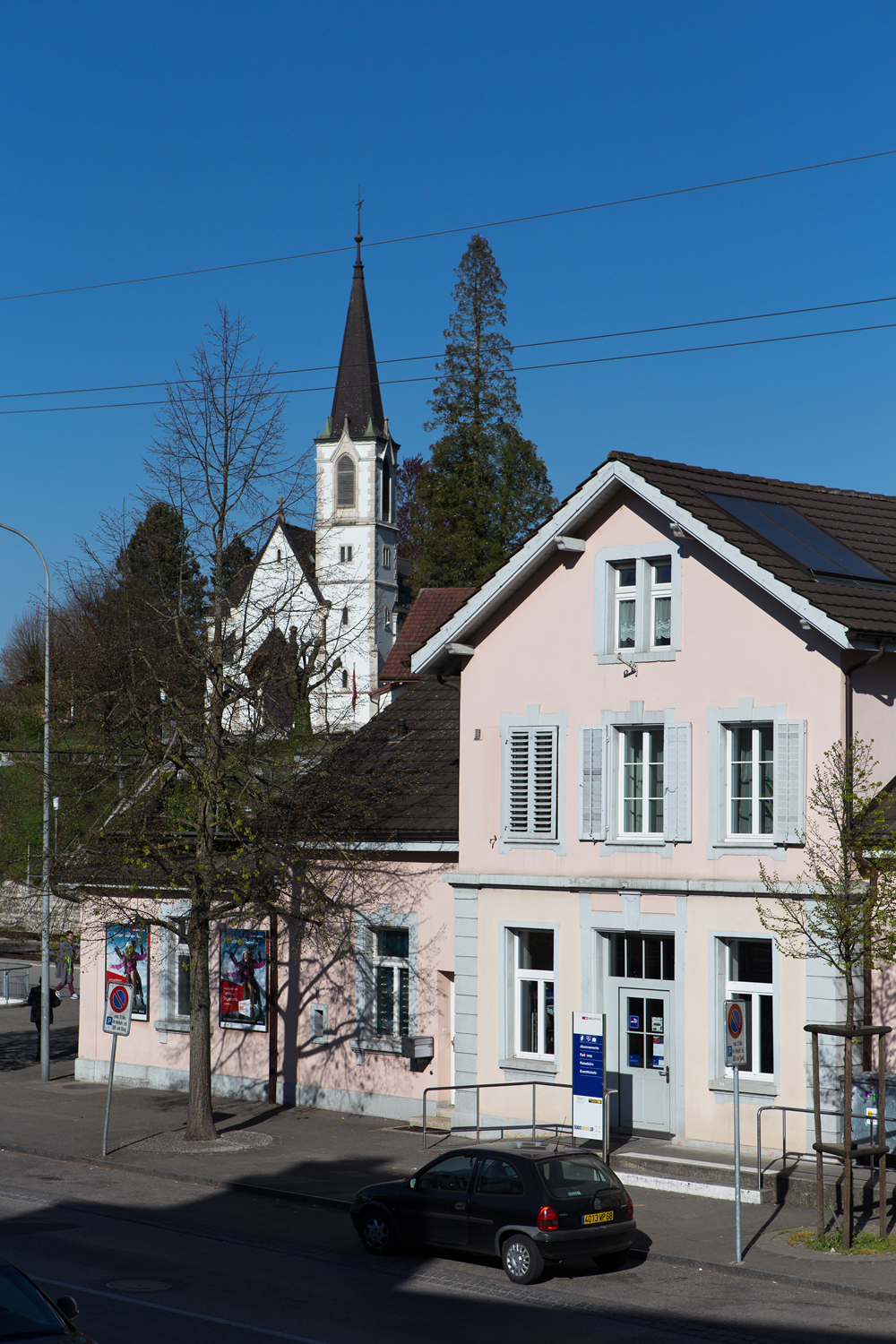
Bahnhof
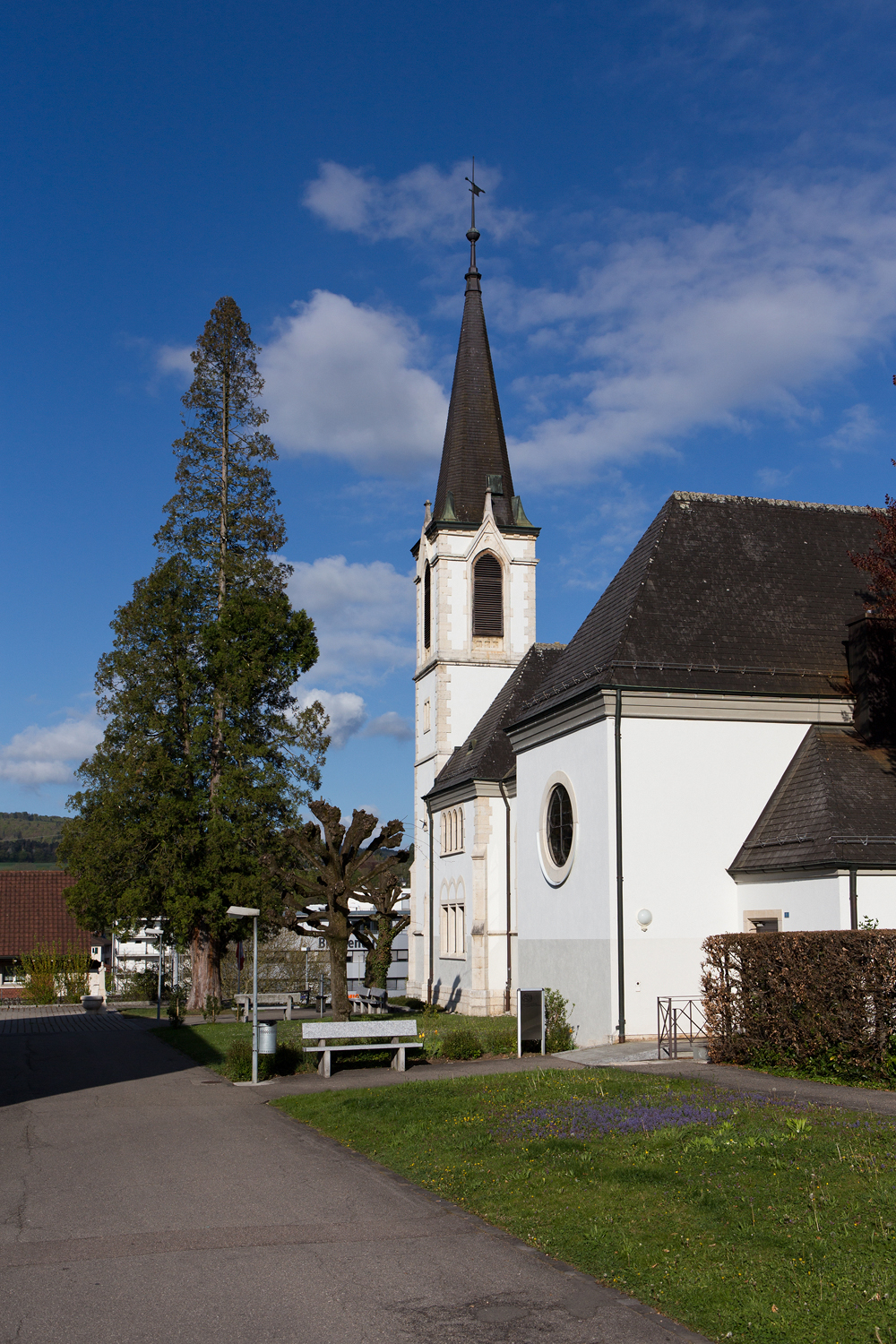
Reformierte Kirche
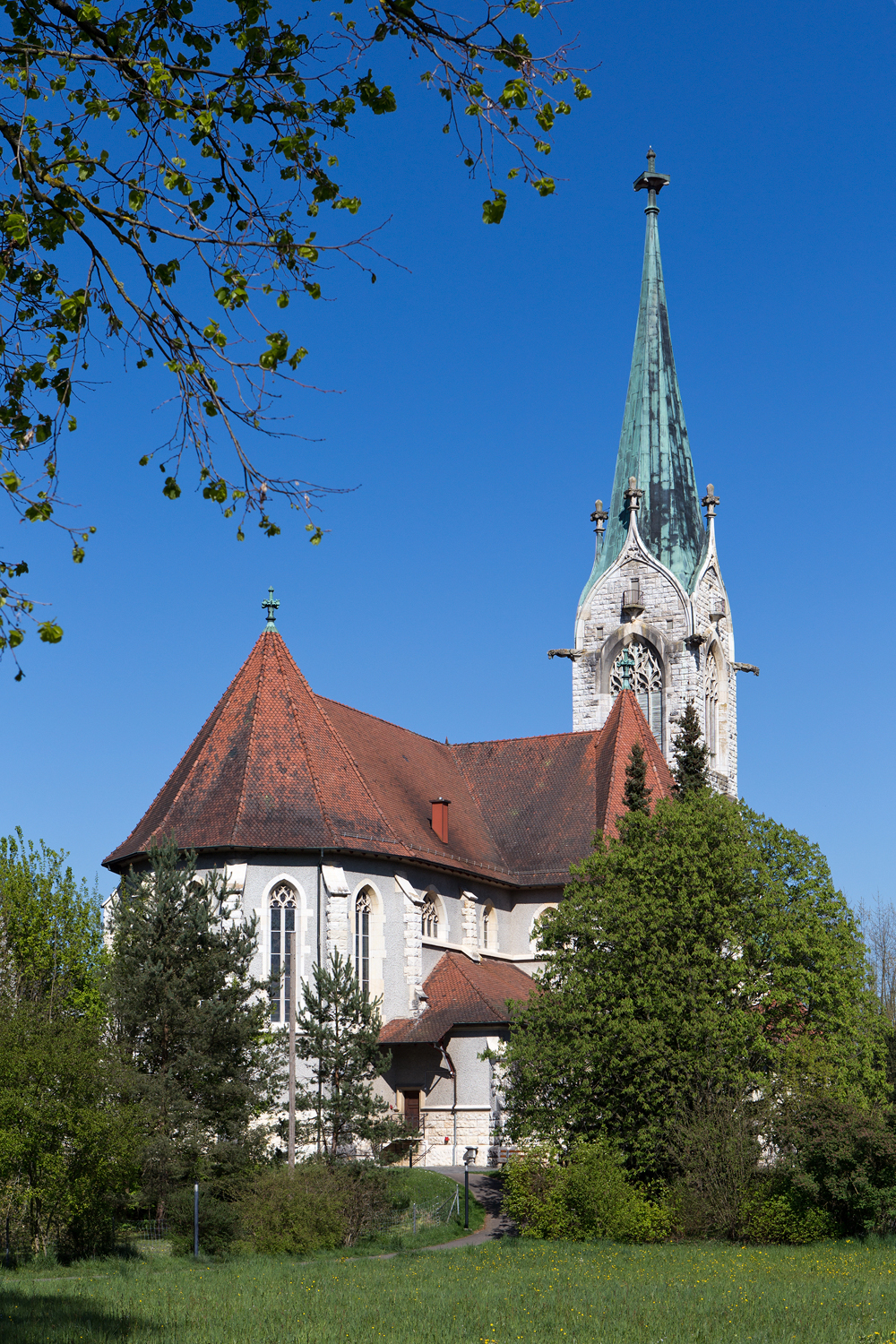
Katholische Kirche
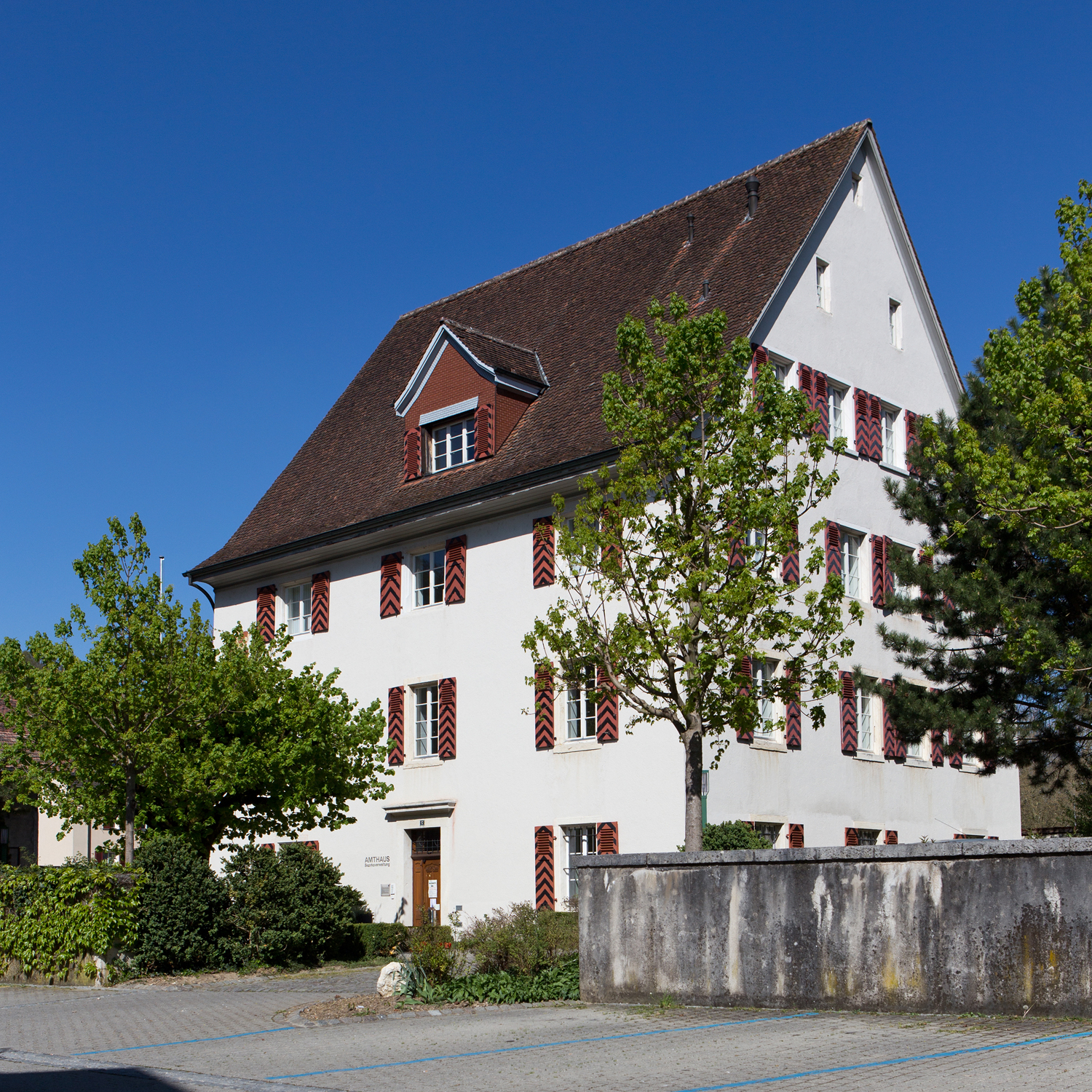
Amtshaus
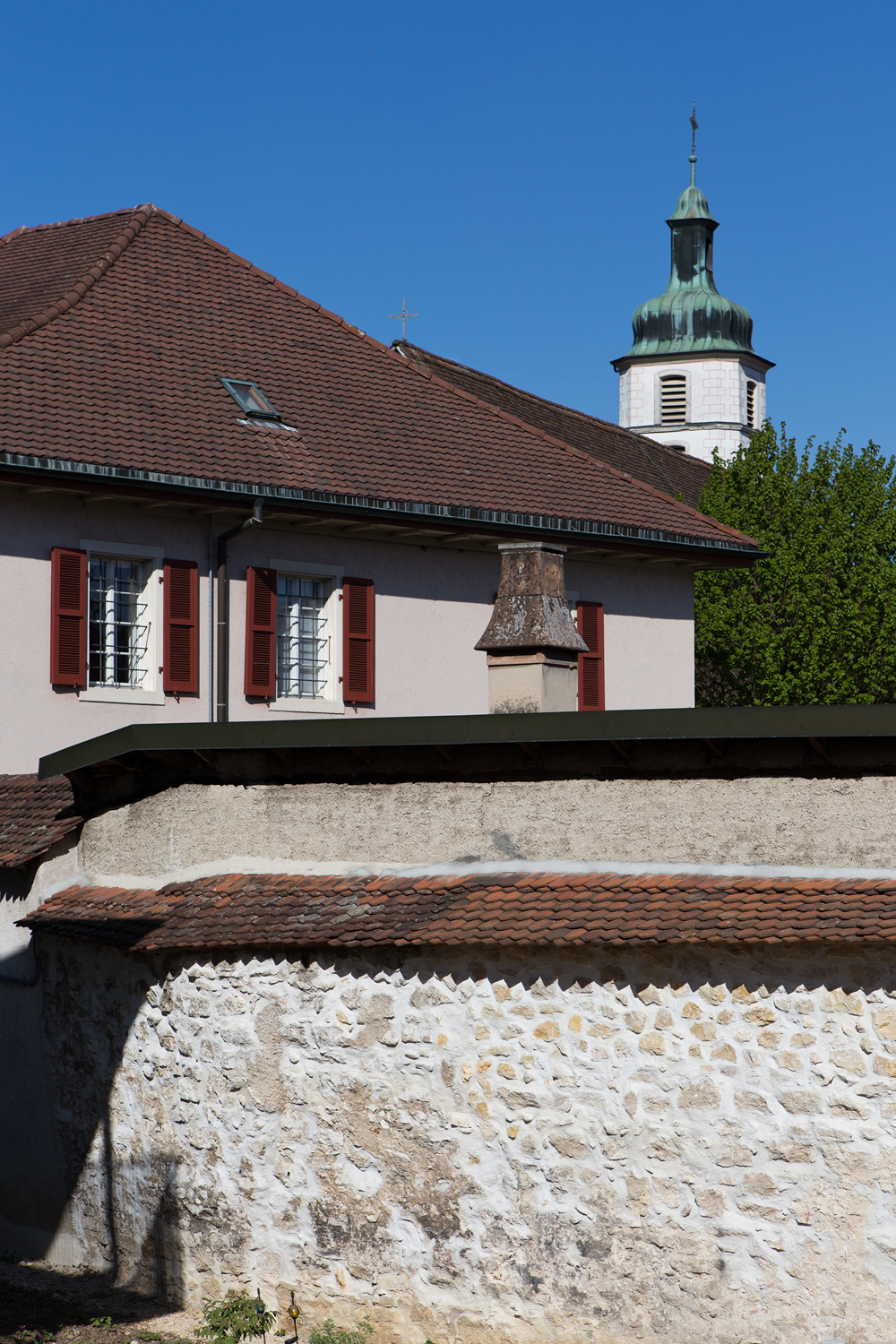
Restteil der Stadtmauer
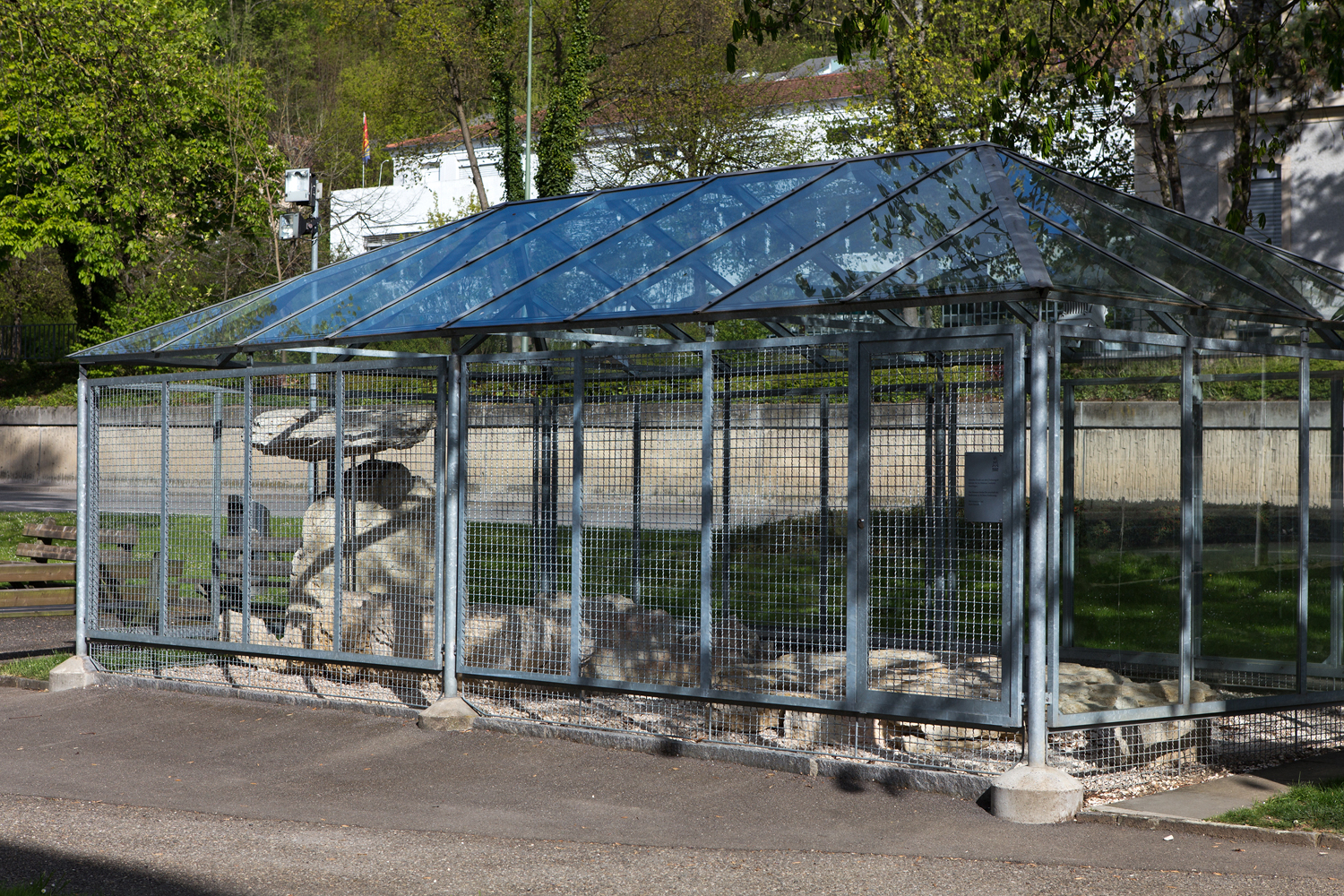
Dolme beim Untertor
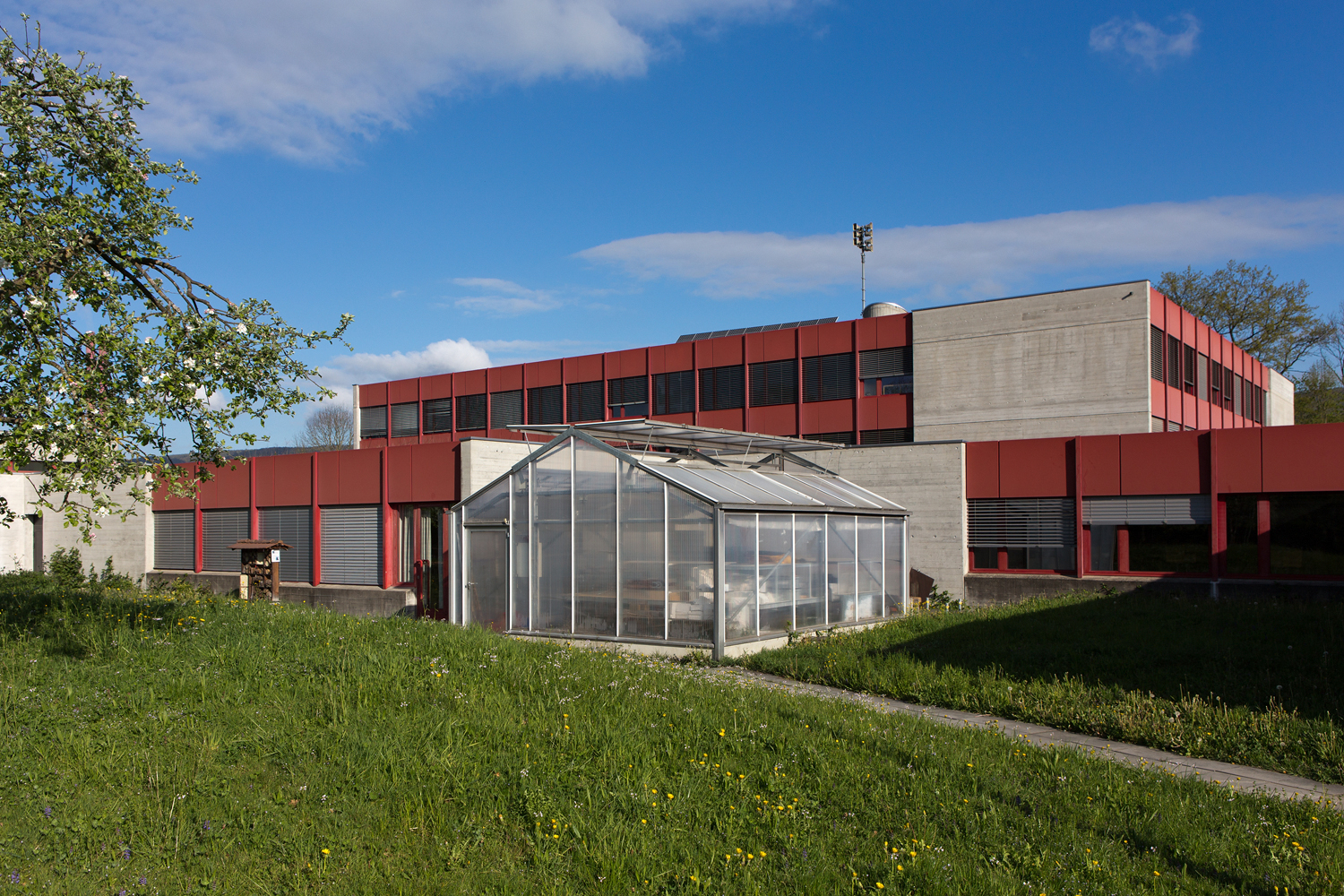
Gymnasium
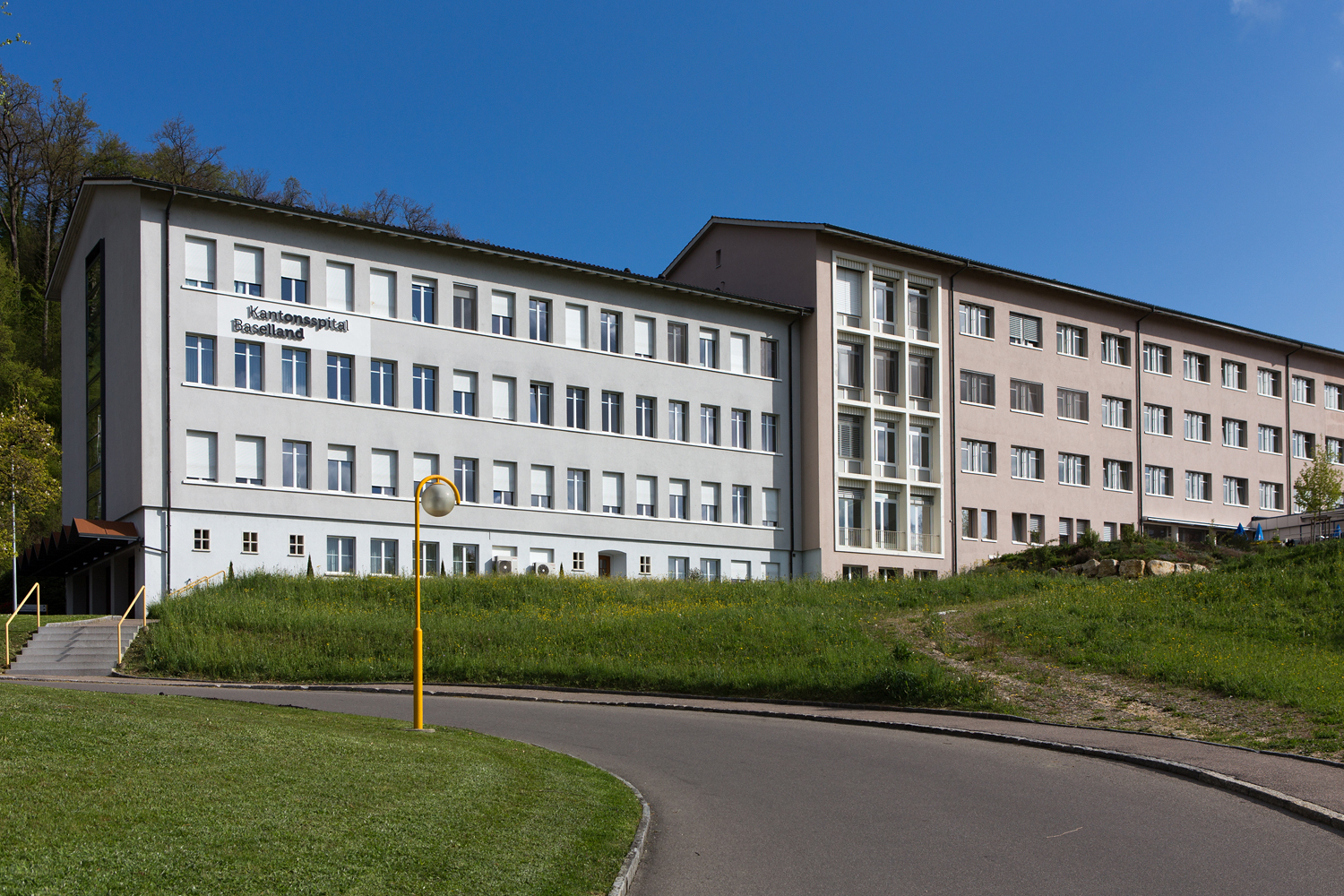
Kantonsspital
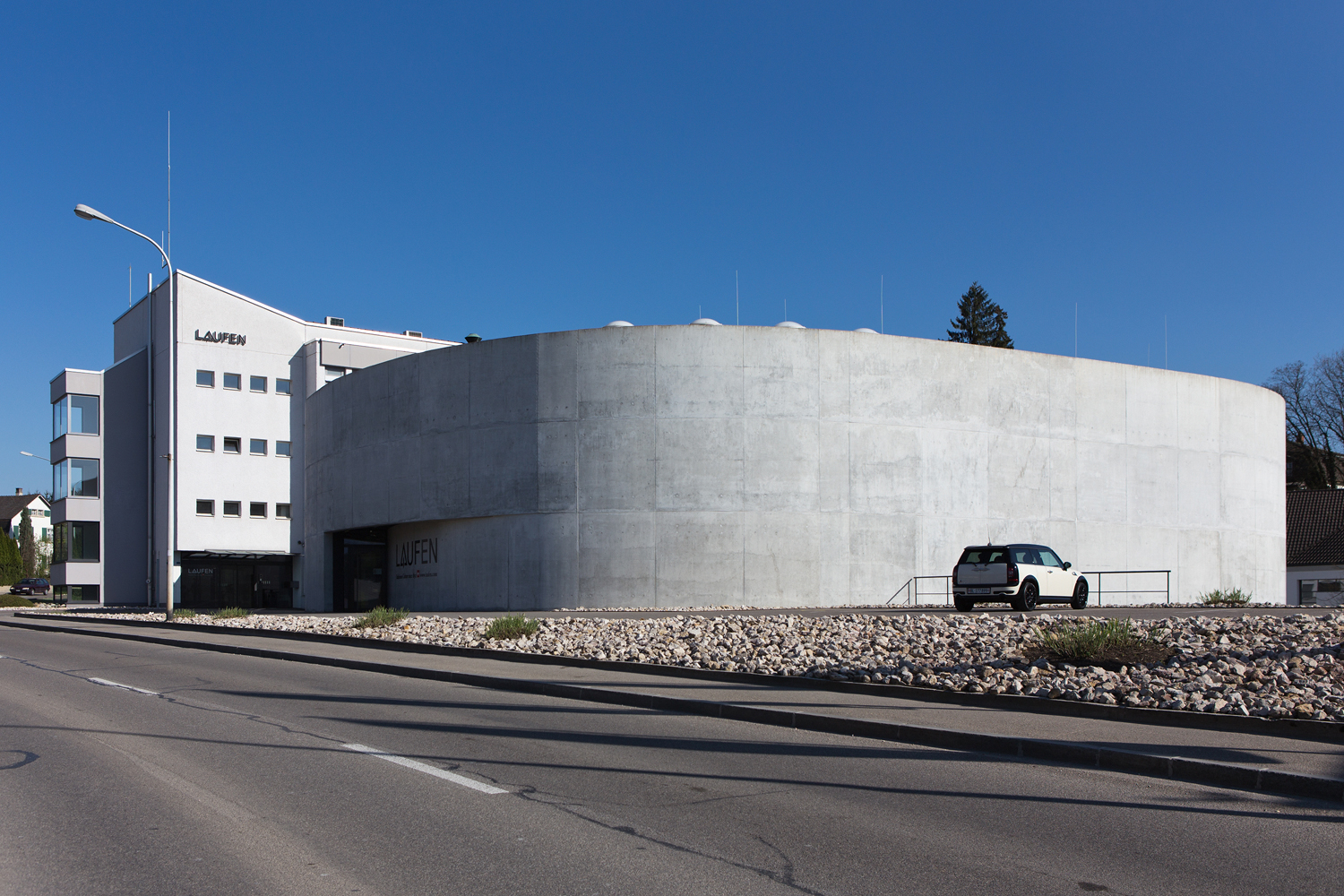
Keramik Laufen